# 三木市立金物資料館
三木市立金物資料館（みきしりつ かなものしりょうかん）は兵庫県三木市にある金物（大工道具）をテーマとする資料館。

## 概要
三木市の伝統産業である金物に関する資料の収集・保存・展示による市民の郷土文化への理解を深めることと、後世への鍛冶の伝統技術伝承を目的として、1976年に開設された。館内には近世から現代までの様々な大工道具が展示されている。前庭には、金物の古式鍛錬場が設けられており、毎月第1日曜日に三木金物古式鍛錬技術保存会による鍛冶の実演が行なわれる。

## 金物古式鍛錬行事
- 場所 - 古式鍛錬場

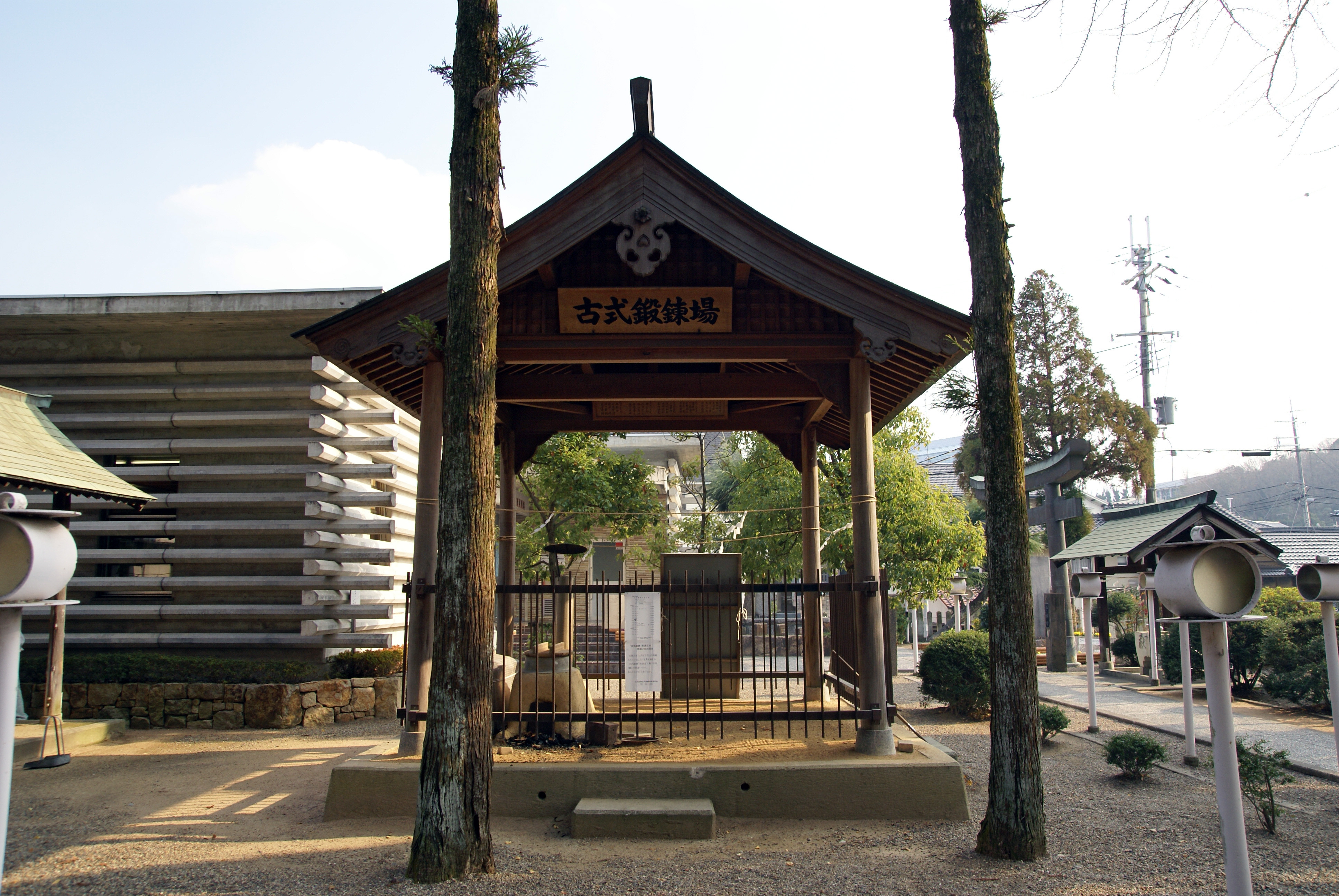
古式鍛錬場

- 日時 - 毎月第1日曜日（1月は第2日曜日、5月は5日）、10時～13時（7～9月は9時～12時）
- 鍛錬する道具 - こて、小刀、鑿、鋸、鉋

## 唱歌「村のかじや」記念碑
大正時代初期から学校の授業で歌唱されてきた文部省唱歌「村のかじや」が、1978年4月以降の教科書に載らなくなったためそれを惜しんで、同年に館の玄関前に建立された。記念碑にはセンサー付きの自動演奏機が取り付けられている。

## 利用情報
- 開館時間 - 10時 ～ 17時
- 休館日 - 月曜日（祝日と重なるときはその翌日）、年末年始（12月29日～1月3日）
- ひょうごっ子ココロンカードの対象施設。

## 建築概要
- 竣工 - 1976年
- 構造 - 鉄筋、平屋建、校倉様式
- 所在地 - 〒673-0432 兵庫県三木市上の丸町5番43号[3]

## 交通アクセス
- 神戸電鉄粟生線 三木上の丸駅 徒歩約5分
- 神姫バス 「上の丸」 徒歩約5分

## 備考

### 金物神社

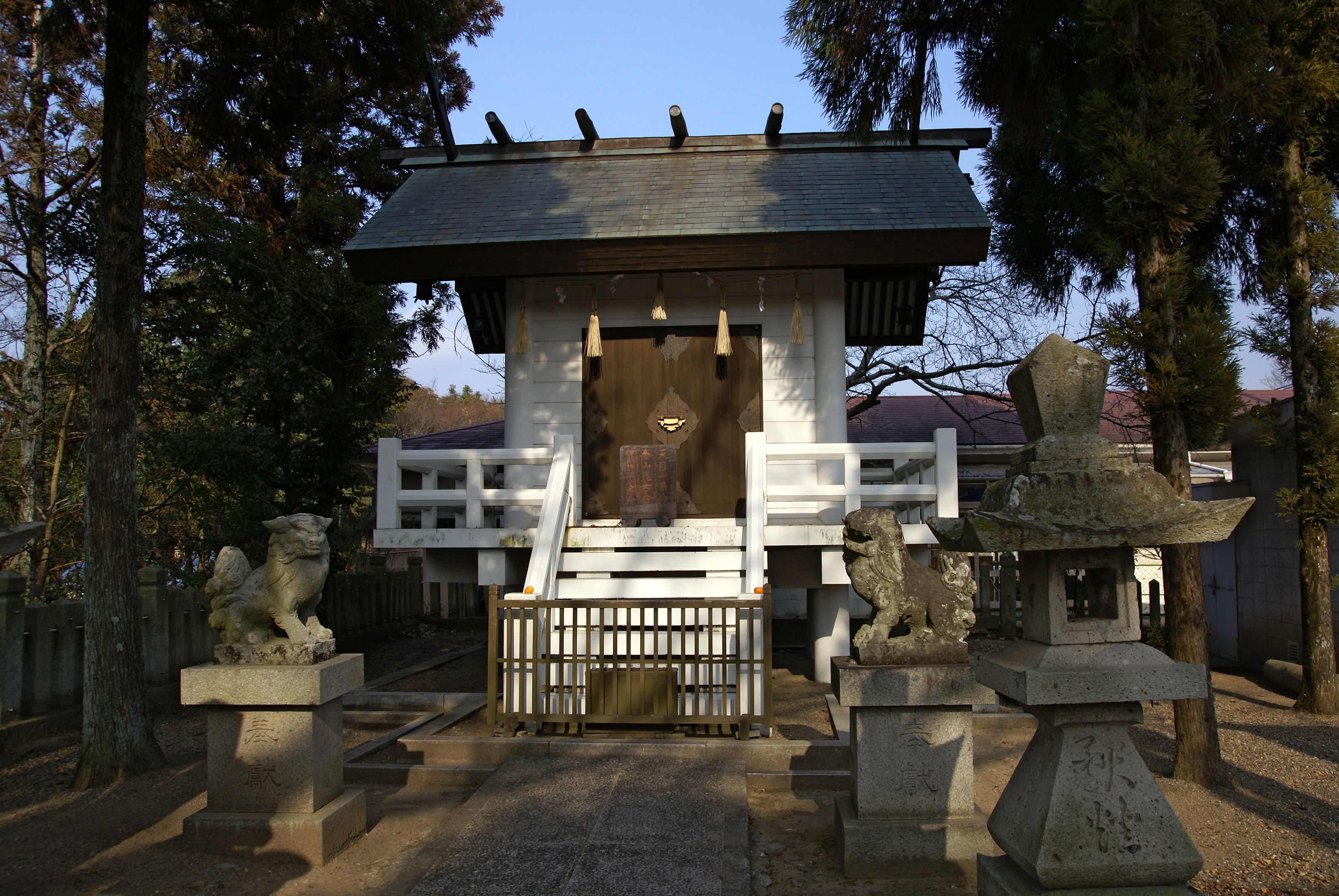
金物神社

1935年に当地（現・古式鍛錬場前）に創建された神社。鍛冶、製鋼、鋳物の祖神を奉る。
祭神
- 天目一箇命 - 鍛冶の祖神
- 金山毘古命 - 製鋼の祖神
- 伊斯許理度売命 - 鋳物の租神

祭事
- ふいごの火入式（鍛造） - 11月第1土曜日